# NUChT Kijów
MFK NUChT Kijów (ukr. МФК «НУХТ» Київ) – ukraiński klub futsalu mężczyzn i kobiet, mający siedzibę w mieście Kijów w środkowo-północnej części kraju, grający w latach 2005–2011 w rozgrywkach futsalowej Wyższej Ligi kobiet.

## Historia
Chronologia nazw:
- 2005: MFK NUChT Kijów (ukr. МФК «НУХТ» Київ)
- 2009: MFK NUChT-Ateks Kijów (ukr. МФК «НУХТ-Атекс» Київ) – po nawiązaniu współpracy z Ateks Kijów
- 2010: MFK NUChT Kijów (ukr. МФК «НУХТ» Київ)
- 2014: MFK IMS-NUChT Kijów (ukr. МФК «IMS-НУХТ» Київ) – po fuzji z IMS-Unisport Kijów
- 2021: MFK Enerhija-NUChT Kijów (ukr. МФК «Енергія-НУХТ» Київ)

Klub futsalu NUChT został założony w Kijowie w 2005 roku i reprezentował Narodowy Uniwersytet Technologii Żywności, w skrócie NUChT. W sezonie 2005/06 drużyna zgłosiła się do rozgrywek futsalowej Wyższej Ligi kobiet. W sezonie 2007/08 zespół zdobył wicemistrzostwo Ukrainy, a w następnym sezonie 2008/09 zajął trzecie miejsce w mistrzostwach. Sezon 2009/10 po nawiązaniu współpracy z Ateks Kijów zespół występował z nazwą NUChT-Ateks. Po zakończeniu sezonu 2010/11 klub zrezygnował z dalszych występów w mistrzostwach. Potem występował z rozgrywkach studenckich.
Zespół męski w futsalu jest od 2006 roku stałym uczestnikiem mistrzostw Ukrainy wśród studentów. Najwyższe osiągnięcie to mistrzostwo ligi w 2008.
W 2014 roku klub nawiązał współpracę z firmą "Inter Media Service Ukraine", która sponsorowała klub IMS-Unisport Kijów. W latach 2014–2021 klub występował pod nazwą IMS-NUChT Kijów i zdobył czterokrotnie mistrzostwo Ukrainy (2015/16, 2016/17, 2017/18, 2018/19).
Latem 2021 klub uzyskał nowego sponsora i pod nazwą Enerhija-NUChT startował w Wyższej lidze w futsalu kobiet.

## Barwy klubowe, strój, herb, hymn
|  |  |

Klub ma barwy biało-czerwone. Piłkarki domowe spotkania zazwyczaj grają w białych koszulkach, czerwonych spodenkach oraz białych getrach.

## Sukcesy

### Trofea międzynarodowe
Nie uczestniczył w rozgrywkach europejskich (stan na 31-05-2021).

### Trofea krajowe
| \| \| Zdobyte trofea w rozgrywkach Ukrainy (stan na: 31-05-2021) \| |                                                            |      |           |
| Rozgrywki                                                           | Osiągnięcie                                                | Razy | Sezon(y)  |
| · Mistrzostwo                                                       | I miejsce                                                  | 0    |           |
| · Mistrzostwo                                                       | II miejsce                                                 | 1    | 2007/2008 |
| · Mistrzostwo                                                       | III miejsce                                                | 1    | 2008/2009 |
| Puchar                                                              | zdobywca                                                   | 0    |           |
| Puchar                                                              | finalista                                                  | 0    |           |
| II liga                                                             | I miejsce                                                  | 0    |           |
| II liga                                                             | II miejsce                                                 | 0    |           |
| II liga                                                             | III miejsce                                                | 0    |           |
| Ukraina                                                             | Zdobyte trofea w rozgrywkach Ukrainy (stan na: 31-05-2021) |      |           |

## Poszczególne sezony

### Rozgrywki międzynarodowe

#### Europejskie puchary
Nie uczestniczył w rozgrywkach europejskich (stan na 31-05-2021).

### Rozgrywki krajowe
| \| \| Bilans występów klubu w rozgrywkach Ukrainy (Stan na 31 maja 2021 r.) \| |                                                                       |        |       |   |   |   |    |    |     |           |        |        |      |
| Poziom                                                                         | Rozgrywki                                                             | Sezony | Mecze | Z | R | P | B+ | B– | Pkt | Lata      | Awanse | Spadki | Naj. |
| I                                                                              | Wyszcza liha                                                          | 6      |       |   |   |   |    |    |     | 2005–2011 | 0      | 0      | 2    |
| II                                                                             | Persza liha                                                           | 0      |       |   |   |   |    |    |     |           | 0      | 0      |      |
|                                                                                | Puchar Ukrainy                                                        | ?      |       |   |   |   |    |    |     | 2006–2011 | 0      | 0      | ?    |
| Ukraina                                                                        | Bilans występów klubu w rozgrywkach Ukrainy (Stan na 31 maja 2021 r.) |        |       |   |   |   |    |    |     |           |        |        |      |

## Hala
Drużyna rozgrywa swoje mecze w Hali SK NUChT, znajdującej się przy prosp. Nauki, 29-а w Kijowie.

### Inne sekcje
Klub oprócz głównej drużyny prowadzi drużynę młodzieżowe oraz dla dzieci, grające w turniejach miejskich.

### Derby
- DJuSSz-18 Kijów
- Sparta Kijów